# Jesús Rodero
Jesús Rodero (Milagro 1930 - 22 de diciembre de 2013) fue un gastrónomo, taurino y empresario propietario del restaurante de la capital navarra: Restaurante Rodero (en 1994 una Estrella Michelin). Fue conocido como mesonero de Navarra por su defensa de la cocina tradicional navarra. Fue así mismo introductor de la nouvelle cuisine en las tradiciones culinarias durante los años noventa.

## Biografía
Ya muy joven, quedando huérfano, se trasladó con su hermana a Barcelona. Sus primeros trabajos fueron como friega-platos en el Colegio de los Escolapios de la calle Balmes de Barcelona. Durante el servicio militar militar que realiza como cocinero ya destacó por sus habilidades. En 1975, junto con su mujer Resu Armendáriz inauguró el restaurante de Pamplona. En 1986, inauguraría en Barcelona el restaurante Maitetxu, del que estuvo al cargo su cuñada Maite Armendáriz